# 张开逊
张开逊（1939年10月—），男，四川江油人，中华人民共和国电子物理学家，中国发明协会第二、三届副理事长，中国仪器仪表学会名誉副理事长，第七、八、九届全国政协委员，第四、五、六届北京市科协副主席。致力传感技术研究。

## 生平
1955年毕业于阆中中学。1960年毕业于北京大学无线电电子学系。2001年6月，中国科学技术协会第六次全国代表大会召开，并选举其出任第六届全国委员会常务委员。